# Naturdenkmal Eiche und Rotbuche
Das Naturdenkmal Eiche und Rotbuche befindet sich auf dem Lieberg westlich von Scharfenberg im Stadtgebiet Brilon in Nordrhein-Westfalen. Die Bäume wurden 2008 mit dem Landschaftsplan Briloner Hochfläche durch den Hochsauerlandkreis als Naturdenkmal (ND) ausgewiesen. Das Naturdenkmal liegt im Landschaftsschutzgebiet Offenlandkomplex Rixen / Scharfenberg. Die Buche stellt laut Landschaftsplan ein einzigartiges Landschaftselement dar. Diese besteht aus mehreren starken Stämmen, welche aus einem Stock ausgetrieben sind. Der Stammumfang beträgt etwa 1,50 m. Der Stamm der Eiche hat einen Umfang von etwa 1 m. Die Buche und die Eiche sind miteinander verwachsen.